# Parafia św. Wawrzyńca w Bujnach
Parafia pw. św. Wawrzyńca Męczennika w Bujnach – rzymskokatolicka parafia w dekanacie sulejowskim należącym do archidiecezji łódzkiej.

## Historia parafii i kościoła
Parafia erygowana 1 maja 1990 przez bp. Władysława Ziółka. Kościół budowany był w latach 1990–2005. Budowę rozpoczął ks. Marian Pazurek, a zakończył ks. Jerzy Wiśniewski. Biskup Władysław Ziółek poświęcił świątynię 30 czerwca 1990, a konsekrował 23 maja 2009. Kościół bezstylowy. 

## Zasięg parafii
Bujny (wieś kościelna), Bujny Kolonia, Bujny Parcela, Gąski, Wola Rokszycka.

## Proboszczowie
1. ks. Jerzy Wiśniewski (1990–1994, zm. 18 listopada 1997)
2. ks. kan. Włodzimierz Konopczyński (1994–1999, zm. 5 stycznia 2021)
3. ks. kan. Sławomir Ochocki (1999–2002, zm. 7 grudnia 2019)
4. ks. Andrzej Pełka (2002–2010)
5. ks. Grzegorz Cierliński (2010–2016)
6. ks. Jerzy Petera (2016–2022)
7. ks. Adam Pieńkowski (od 2022)

## Galeria zdjęć

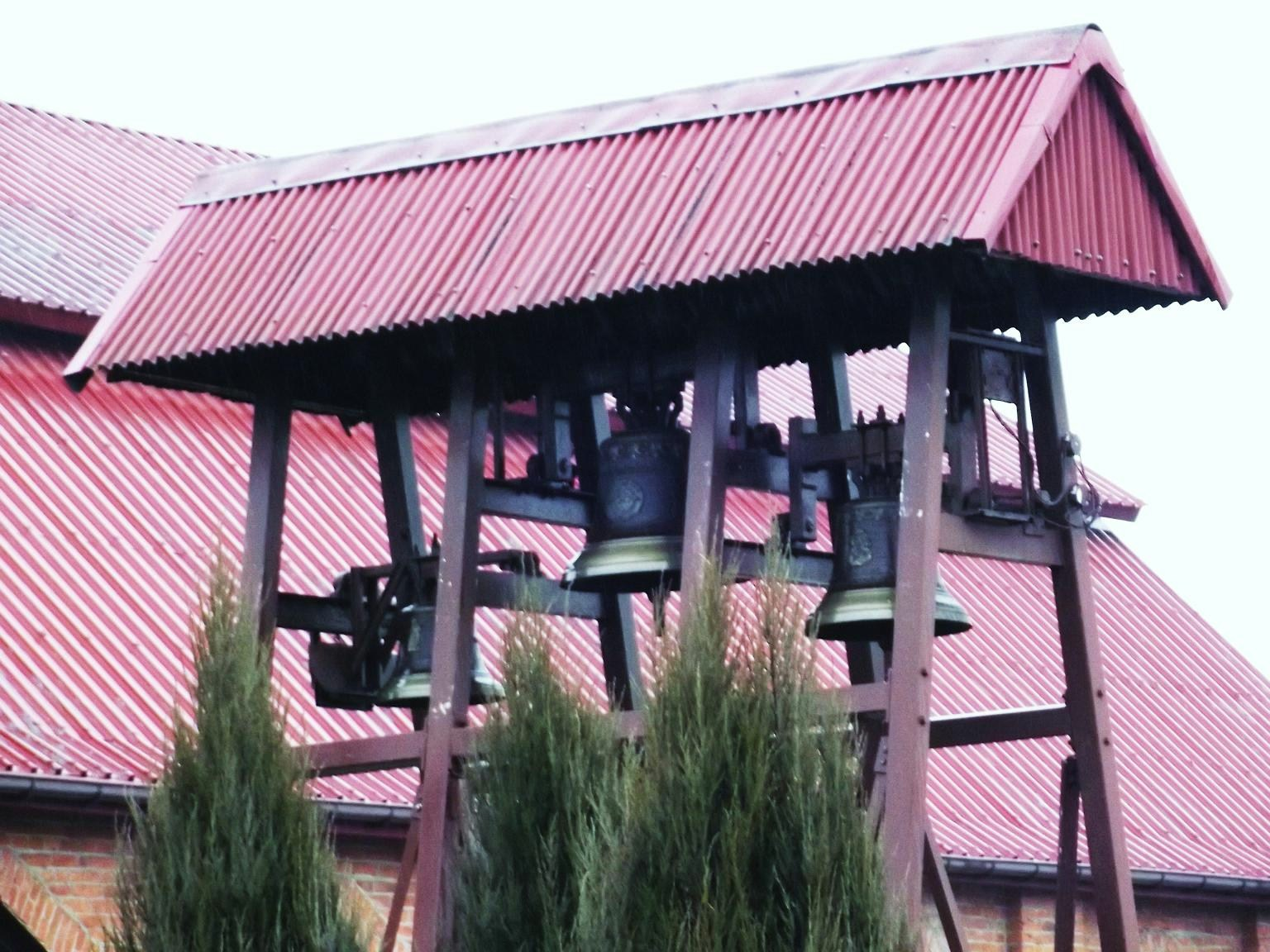
Dzwonnica z trzema dzwonami
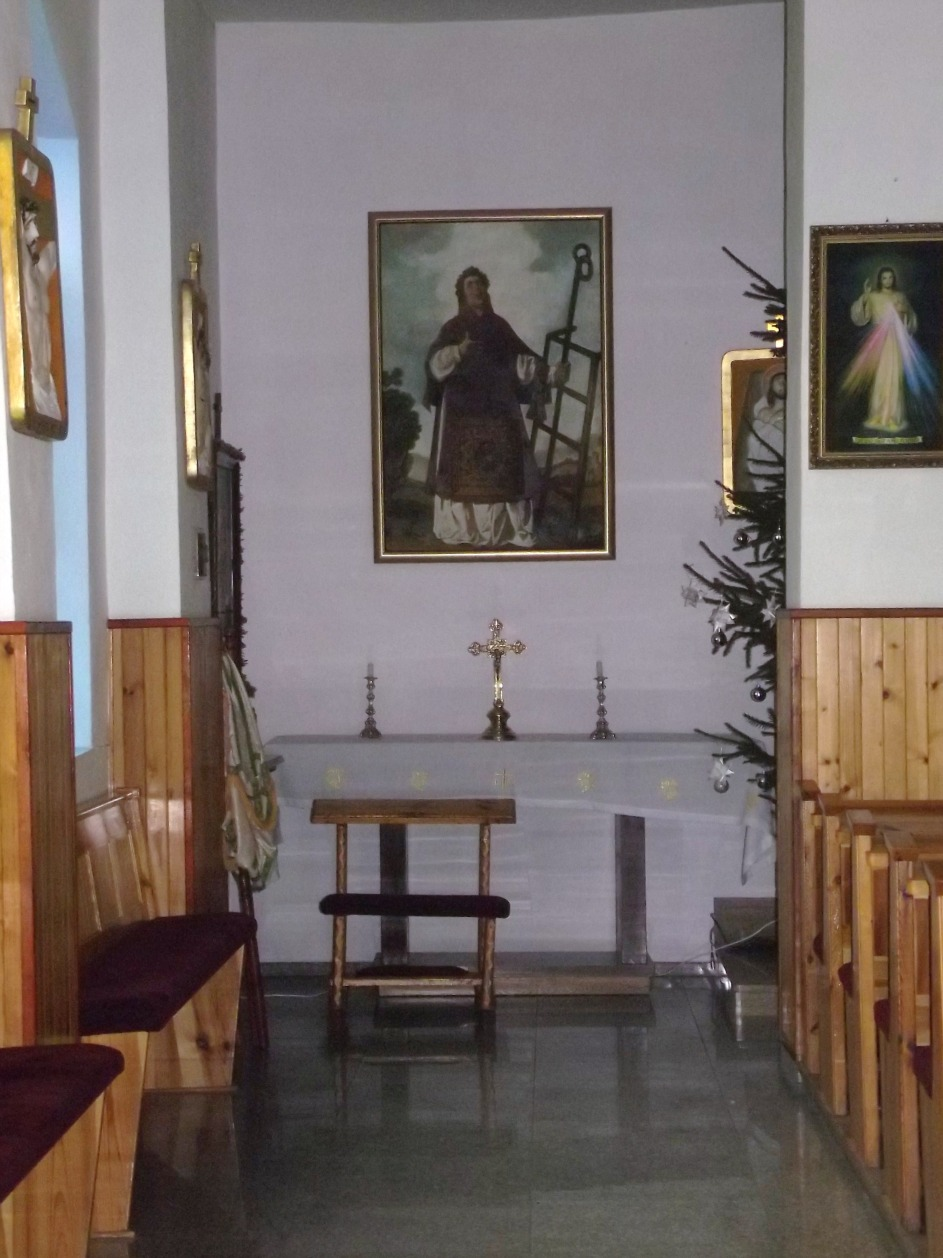
Ołtarz św. Wawrzyńca